# José Mensurado
José Augusto Trigo de Mira de Mensurado (Angola, 1931 – Lisboa, 2 de dezembro de 2011) foi um jornalista e apresentador português.

## Família
Filho mais velho de João Garcia Souto-Maior do Rego de Mensurado, de ascendência Espanhola, e de sua mulher Elsa Ester Olívia Maria de Aguiar Trigo Godinho de Mira (Goa, Goa Norte, Tiswadi, Pangim, 3 de Fevereiro de 1910 - Lisboa, São Francisco Xavier, 28 de Dezembro de 1997), a qual casou segunda vez, sem geração, com o Jornalista José de Freitas, filha de Jorge Gervis Godinho de Mira e de sua mulher Beatriz Augusta de Azevedo Trigo.

## Biografia
Jornalista da Radiotelevisão Portuguesa, onde trabalhou durante 39 anos como Chefe de Redação, Chefe do Telejornal, moderou diversos programas de informação, sendo responsável pelo aparecimento dos programas Cena Aberta e Riso e Ritmo e conduziu em direto a histórica emissão da chegada do homem à Lua em 1969, numa maratona televisiva que durou 18 horas.
Durante essa transmissão usou pela primeira vez a palavra alunar, segundo o próprio.

## Casamento e descendência
Casou com Helena Soeiro, Jornalista da Agência Lusa, da qual teve um filho, Pedro Miguel Soeiro de Mensurado -com um primeiro casamento com Maria Dulce Salzedas, jornalista - e uma filha, Paula Soeiro de Mensurado. Tem uma neta, Marta Salzedas da Costa Mensurado.